# Bobicești
Bobicești es una comuna ubicada en el distrito de Olt, Rumania.

## Superficie
Posee una superficie de 51,78 kilómetros cuadrados.

## Demografía
Hasta 2021 la población era de 3063 habitantes, con una densidad de población de 59,15 habitantes por kilómetro cuadrado.